# ريمون غجر
ريمون غجر سياسي لبناني، شغل منصب وزير الطاقة والمياه في حكومة حسان دياب في 21 يناير 2020، وفي 10 أغسطس 2020، استقالت الحكومة، وتولى تصريف الأعمال لحين تشكيل حكومة نجيب ميقاتي في 10 سبتمبر 2021.

## نُبذة
حاصل على إجازة في هندسة الكهرباء من جامعة أوتاوا في كندا، وماجستير في هندسة الكهرباء من جامعة ساسكاتشوان في كندا. ودكتوراه في مجال التكلفة الحدّية لنظم الطاقة الكهربائية (1993)، شغل منصب نائب الرئيس للموارد البشرية والخدمات الجامعية في الجامعة اللبنانية الأمريكية (2005-2007)، ومنصب عميد مشارك لكليّة الهندسة (2013-2018)، وعميد بالوكالة لكليّة الهندسة لمدة عام واحد (2019). يعمل منذ عام 1992 مستشارًا مهنيًّا وخبيرًا فنيًّا في كندا والولايات المتحدة، وأوروبا، والشرق الأوسط، وشغل في فبراير 2008 منصب كبير مستشاري وزير الطاقة لشؤون السياسات، كما وَضع سياسة الطاقة التي أقرها مجلس الوزراء في 21 حزيران 2010، وأُدرج اسمه في قائمة البنك الدولي للخبراء المتخصصين بالدراسات في مجال الطاقة.

## استقالة الحكومة
في 10 أغسطس 2020، أعلن حسان دياب استقالة حكومته على خلفية انفجار مرفأ بيروت الذي وقع في 4 أغسطس 2020، على أن تقوم الحكومة بتصريف الأعمال لحين تشكيل حكومة جديدة.